# Henri Le Fauconnier

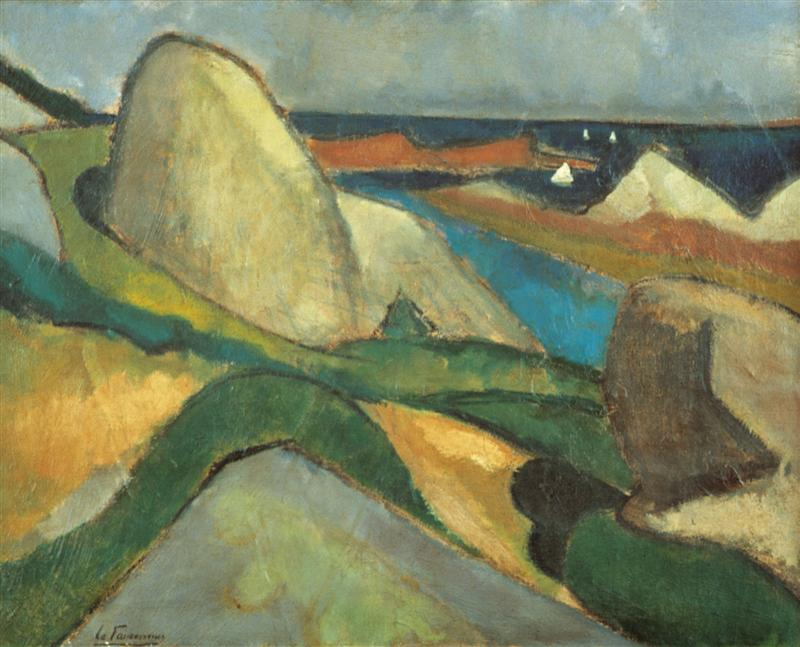
Henri le Fauconnier, Ploumanac’h, 1908, Bergen, Museum Kranenburgh.

Henri Le Fauconnier, nato Henri Victor Gabriel Le Fauconnier, (Hesdin, 5 luglio 1881 – Parigi, 25 dicembre 1946), è stato un pittore francese appartenuto alla corrente del cubismo.

## Biografia
Nacque da Gabrielle Rouxet e dal medico Louis Le Fauconnier.
Dopo aver seguito degli studi di diritto a Parigi, Henri Le Fauconnier frequentò lo studio di Jean-Paul Laurens prima di entrare all'Académie Julian. Espose al Salon des Indépendants nel 1904. Egli si immedesimava nella linea di Matisse applicando il suo colorato grassetto. Si stabilì in Bretagna nel 1907 a Ploumanac'h dipingendo paesaggi rocciosi, caratterizzati da toni marroni che definiscono forme semplificate. Esplora un percorso personale che mette in pratica in nudi o ritratti, come nel caso del poeta Jean Pierre Jouve del 1909 (Parigi, Musée National d'Art Moderne). Tornato a Parigi, si mescola agli artisti e letterati che girano intorno a Paul Fort alla Closerie des Lilas.
Come intellettuale, Le Fauconnier pubblicò, su invito di Kandinsky, un testo teorico nel catalogo Neue Künstlervereinigung di Monaco di Baviera nel 1910. Aprì il suo studio, in Rue Visconti a Parigi, ad artisti desiderosi di imparare la lezione di Cezanne. Con Jean Metzinger, Albert Gleizes, Fernand Léger, Robert Delaunay, contribuì allo scandalo del cubismo al Salon des Indépendants del 1911. Le Fauconnier fece parte del gruppo di Puteaux.

## Opere
- Femme nue dans un intérieur, Musée des Beaux-Arts de Lyon
- L'Église de Grosrouvre, Lyon, Musée des Beaux-Arts
- L'Enfant breton, Lyon, Musée des Beaux-Arts
- Nature morte aux fleurs, Beauvais, Musée Départemental de l'Oise
- Paysage, Lyon, Musée des Beaux-Arts
- Portrait de vieille femme, Lyon, Musée des Beaux-Arts
- Maisons dans les rochers à Ploumanac'h, Brest, Musée des Beaux-Arts